# Ostha
Ostha é um gênero de traça pertencente à família Arctiidae.